# 78 f.Kr.
| 78 f.Kr.           |
| ------------------ |
| Dødsfald - Fødsler |
|                    |

## Dødsfald
- Sulla, romersk diktator.